# Христофор Бейс-Баллот
Христофор Хенрік Дідерік Бейс-Баллот (нід. Christophorus Henricus Didericus Buys Ballot) (10 жовтня 1817, Клутінге — 3 лютого 1890, Утрехт) — нідерландський метеоролог і фізик, професор Утрехтського університету, іноземний член-кореспондент Петербурзької АН (1887).
Христофор Бейс-Баллот був одним з організаторів і першим директором (з 1854) Метеорологічного інституту в Утрехті. Він першим ввів штормові застереження в Голландії. У 1845 виявив ефект Доплера для акустичних хвиль (Докладніше див. Ефект Доплера#Доведення). У 1849 висловив припущення, що теплота є коливальним рухом частинок тіла. У 1857 емпірично встановив зв'язок між напрямом вітру і баричним градієнтом. Цей зв'язок, що отримав назву закон Бейс-Баллота (або правило Бейс-Баллота), широко застосовується у мореплаванні.

## Вшанування пам'яті
На честь Бейс-Баллота у 1971 р. названо один з кратерів на Місяці.
У 1888 р. Нідерландською академією наук заснована міжнародна медаль Бейс-Баллота, яка вручається раз на 10 років за визначні досягнення в галузі метеорології.